# Fresne-l'Archevêque
Fresne-l'Archevêque foi uma antiga comuna francesa na região administrativa da Normandia, no departamento de Eure. Estendia-se por uma área de 10,69 km². Em 2010 a comuna tinha 528 habitantes (densidade: 49,4 hab./km²).
Em 1 de janeiro de 2019, passou a formar parte da nova comuna de Frenelles-en-Vexin.